# Sönder (om framkallning av veloxpapper)
Sönder (om framkallning av Veloxpapper), ofta bara kallad Sönder, är en roman av den finlandssvenska författaren Henry Parland postumt utgiven 1932. Boken skrevs under Parlands vistelse i Kaunas i Litauen 1929-30 dit han hade skickats av sina föräldrar då de upptäckte att han hade försummat sin studier i Helsingfors och skuldsatt sig med växlar för att finansiera sitt bohemiska liv. De arton månader Parland tillbringade i Kaunas kom att bli hans sista och han avled där 1930, bara 22 år gammal.
Romanen handlar om huvudpersonen Henry och dennes svartsjuke- och kärleksdrama med Ami. Boken inleds med att Henry beslutar sig för att skriva en roman om den avlidna Ami. Boken skiljer sig från äldre romantiska kärleksskildringar. Ami och Henry dras till varandra av slumpen och Henry har för det mesta tråkigt i Amis sällskap.  De kommunicerar med gester, kläder, bilåkning och restaurangbesök.
Litteraturvetaren Per Stam, som disputerat på en avhandling om Parland och romanen Sönder, har beskrivit den som en roman för den som är intresserad av en genial beskrivning och iscensättning av kärlekens omöjlighet, för den som vill läsa om 1920-talets Helsingfors med spleen, jazz och förbudslag, och för den som är nyfiken på en av vår modernistiska romankonsts verkliga klassiker.
Boken är skriven på svenska och finns översatt till ryska, tyska, franska och spanska.

## Utgåvor
- Parland, Henry (1987). Sönder: (om framkallning av veloxpapper). Pilotserien, 99-0716698-7. Efterskrift: Olle Orrje. Stockholm: Författarförl. Libris 7596329. ISBN 91-7054-544-8
- Parland, Henry (1998). Sönder: (om framkallning av veloxpapper). Efterskrift: Olle Orrje ([Ny utg.]). Stockholm: Podium. Libris 7778576. ISBN 91-89196-02-3
- Parland, Henry; Stam Per (2005). Sönder: (om framkallning av Veloxpapper). Skrifter / utgivna av Svenska litteratursällskapet i Finland, 0039-6842 ; 677. Utgiven och kommenterad av Per Stam. Stockholm: Atlantis. Libris 9876622. ISBN 91-7353-084-0
- Parland, Henry; Stam Per (2014). Sönder: (om framkallning av Veloxpapper). Utgiven av Per Stam. Helsingfors: Svenska litteratursällskapet i Finland. Libris 14744691. ISBN 9789515832771
- Parland, Henry; Stam Per (2019) . Sönder (om framkallning av Veloxpapper). Skrifter utgivna av Svenska litteratursällskapet i Finland 677, andra upplagan. Utgiven och kommenterad av Per Stam. (digital nyutgåva av Stam 2005)
- Parland, Henry (2019). Sönder. Modernista. Libris 16555297. ISBN 9789174998474